# Uhrturm von Bitola

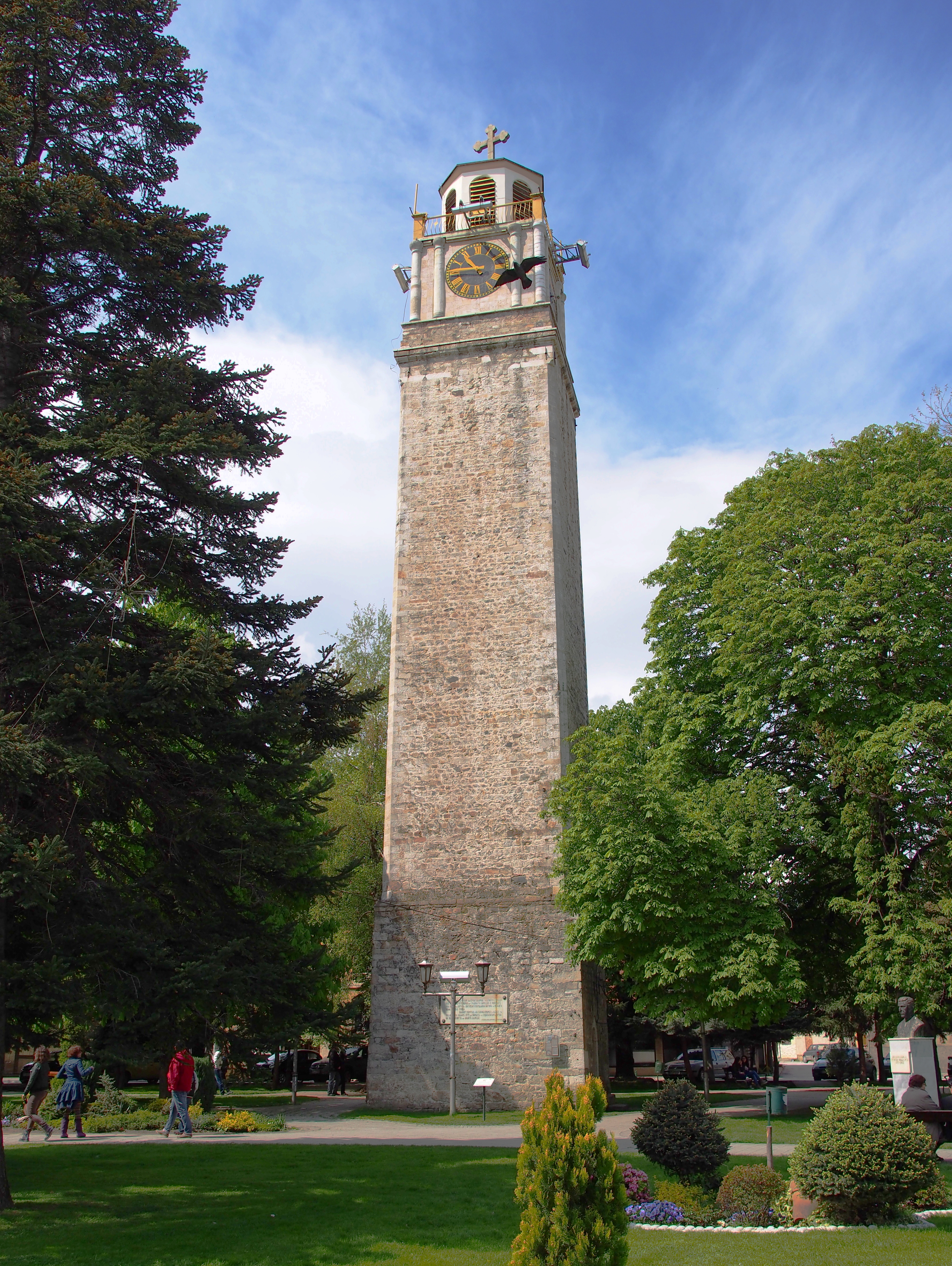
Ansicht des Uhrturms (2014)

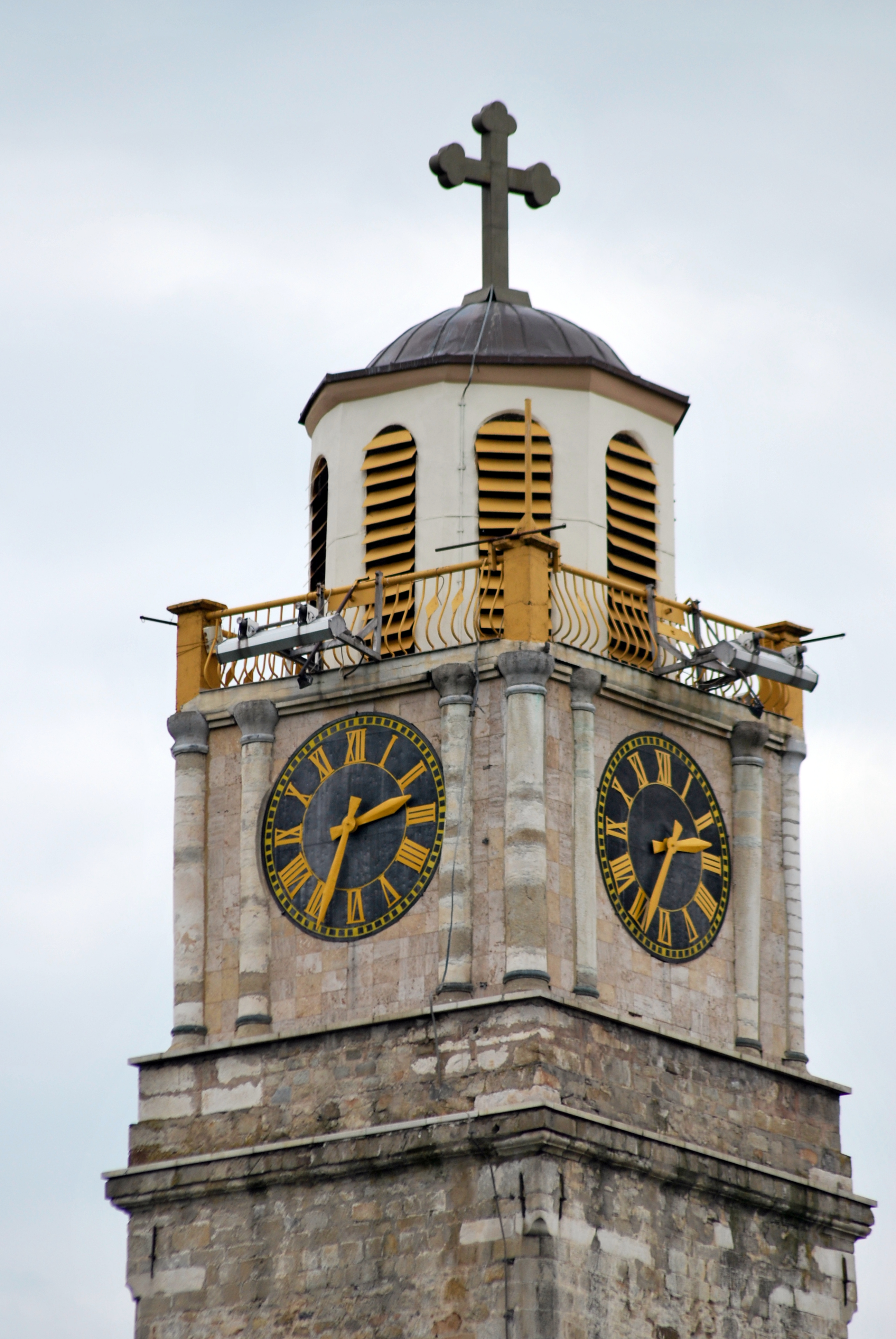
Die Turmspitze (2011)

Der Uhrturm von Bitola (auch Sahat Kula von Bitola genannt) ist das Wahrzeichen und eine der wichtigsten Bauwerke der nordmazedonischen Stadt Bitola. Er steht am südlichen Ufer des Dragor auf dem zentralen Park der Innenstadt, wo sich auch die Neue Moschee und die Kirche des Heiligen Demetrios befinden.
Der Uhrturm ist eines der repräsentativsten Kulturdenkmäler der islamischen Kunst in Nordmazedonien.

## Baugeschichte
Die eindeutige Entstehungszeit des Turmes ist unbekannt. Entsprechend einigen geschichtlichen Aufzeichnungen ist er schon im 16. Jahrhundert zur Zeit der osmanischen Herrschaft erwähnt. Doch wegen nicht ausreichender Beschreibung aus diesen Quellen lässt sich nicht sagen, ob es sich um das heutige Bauwerk handelt.
Andere Schriften beziffern die Bauzeit auf das Jahr 1830. Eine Legende aus diesen Jahren besagt, dass die türkischen Stadtherren von den Einwohnern etwa 60.000 Eier einsammelten, um diese mit dem Mörtel zu vermischen und damit die Wände stärker und widerstandsfähiger zu machen.
Während der Mitte der 1990er Jahre wurde das Baudenkmal umfänglich restauriert, jedoch in seinem Original erhalten.

## Aufbau
Der 30 m hohe Uhrturm ist in seinem Grundriss quadratisch. Er ist in drei Bereiche eingeteilt (von unten beginnend): der steinerne Sockel, das Uhrwerk mit den vier Zifferblättern und die Turmspitze mit Terrasse. Die Wände sind stilvoll bearbeiteten Steinen verziert.
Die Terrasse kann durch eine Wendeltreppe bestiegen werden. In neuerer Zeit wurde auf der Turmspitze zudem ein Kreuz angebracht.

## Uhrwerk
Der ursprüngliche Uhrmechanismus aus osmanischer Zeit wurde im Zweiten Weltkrieg durch ein bis heute funktionierendes Uhrwerk vom deutschen Naziregime ersetzt, als Dank für die durchgeführte Instandhaltung und Pflege des deutschen Soldatenfriedhofs vom Ersten Weltkrieg durch die Stadtverwaltung.
Die Uhr besitzt weiters ein eigenes Glockenspiel, das 2009 von deutschen Unternehmen saniert wurde.

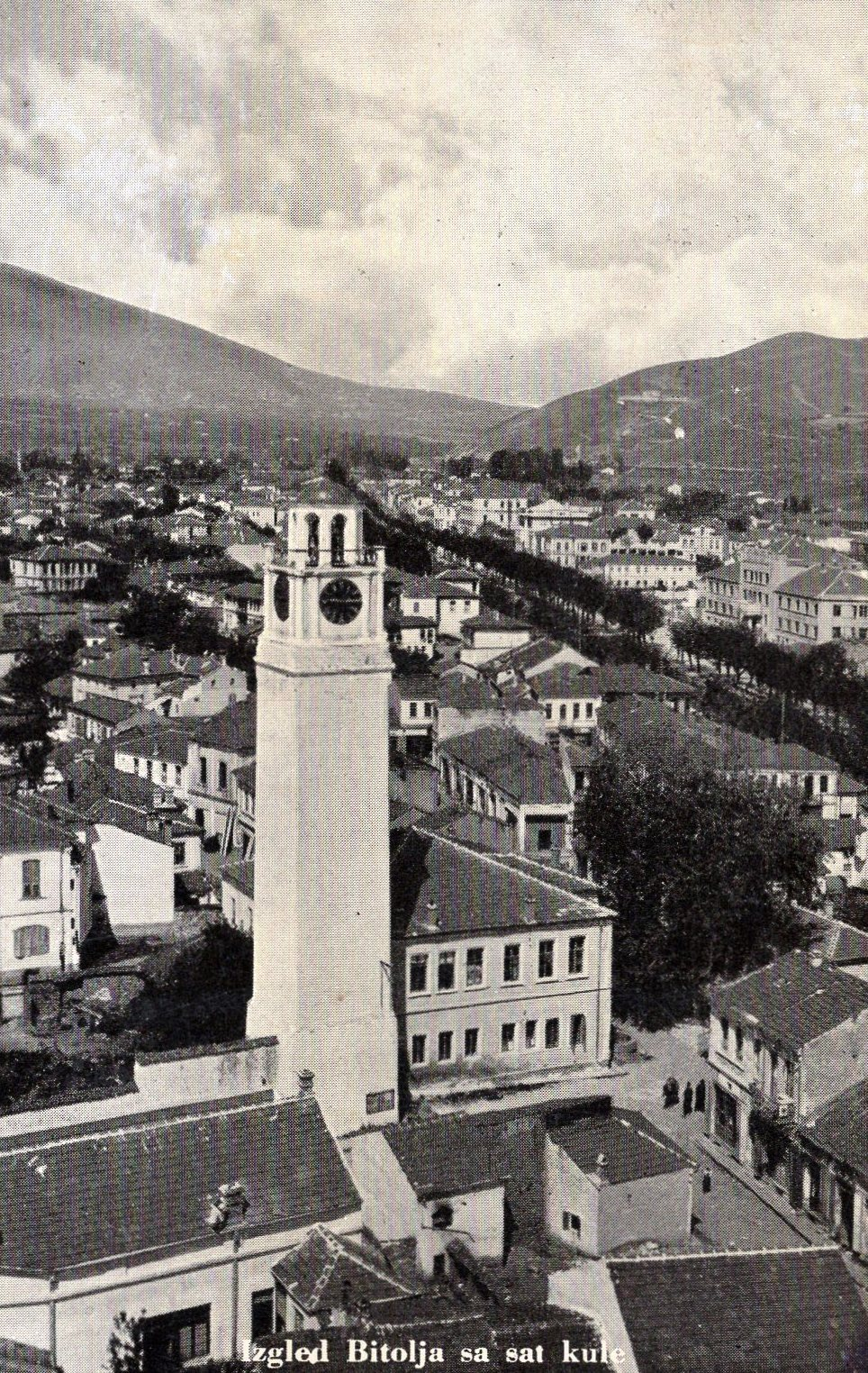
Uhrturm von Bitola (30er Jahre)
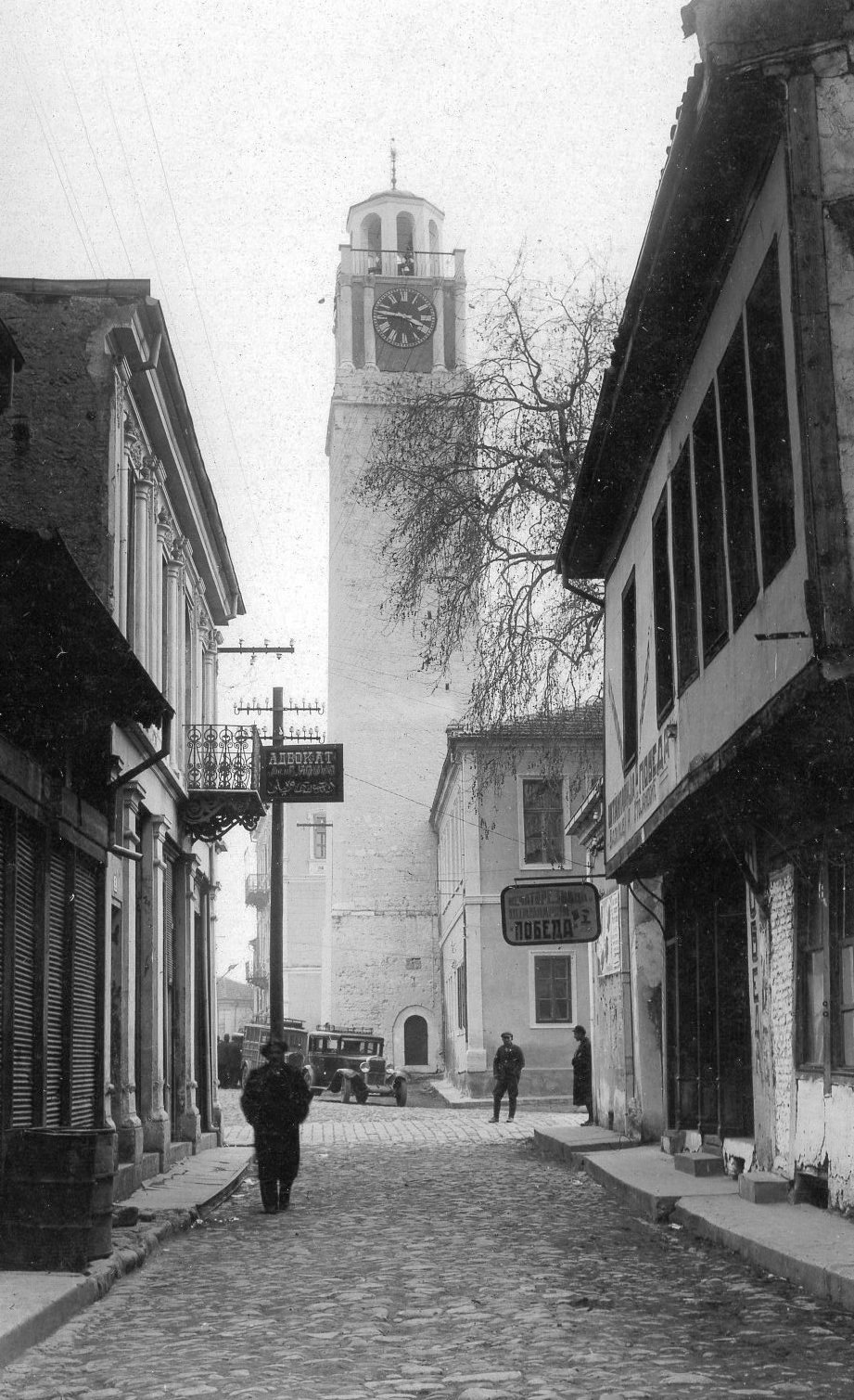
Uhrturm von Bitola (30er Jahre)
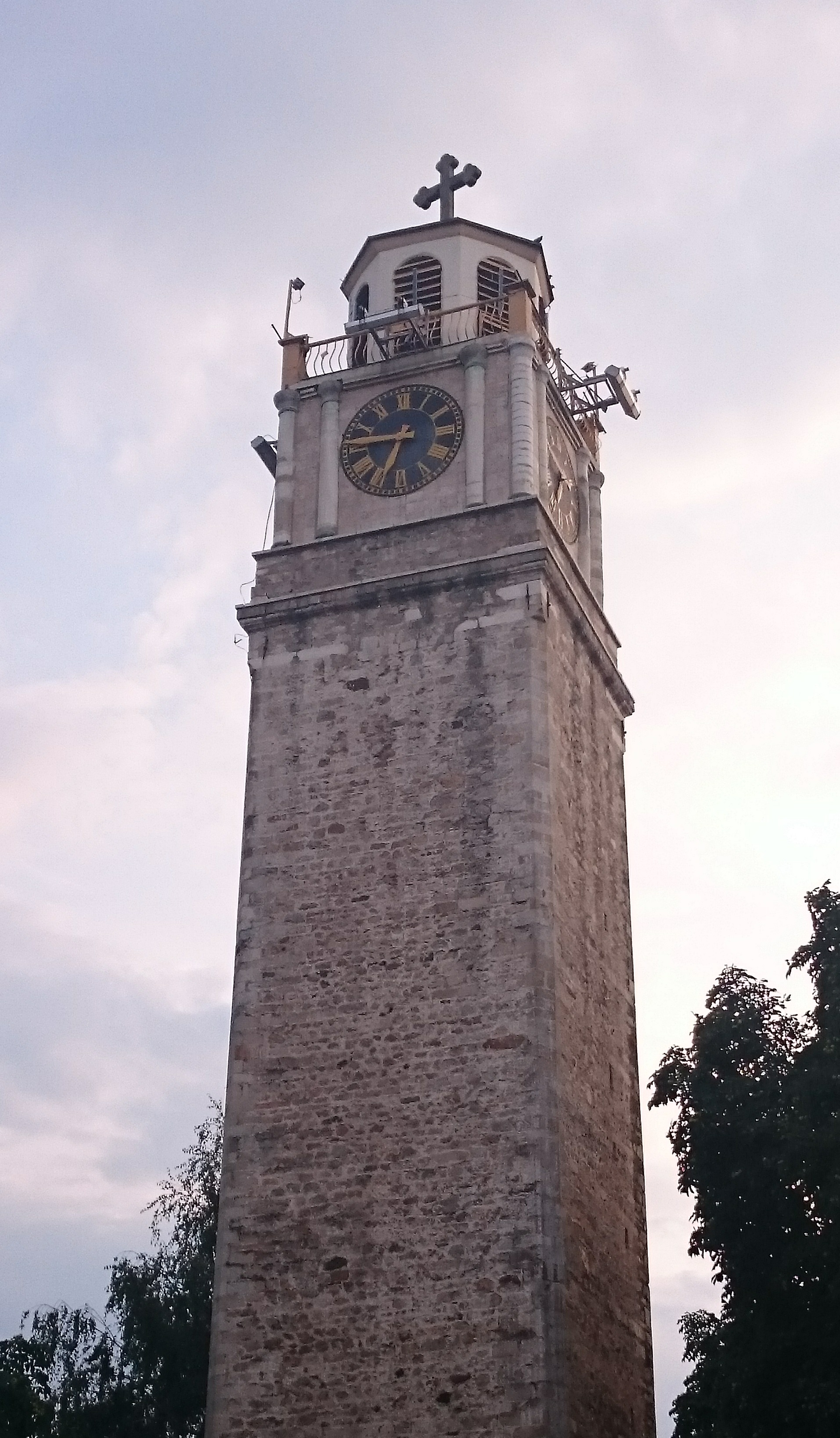
Der Uhrturm am Abend.
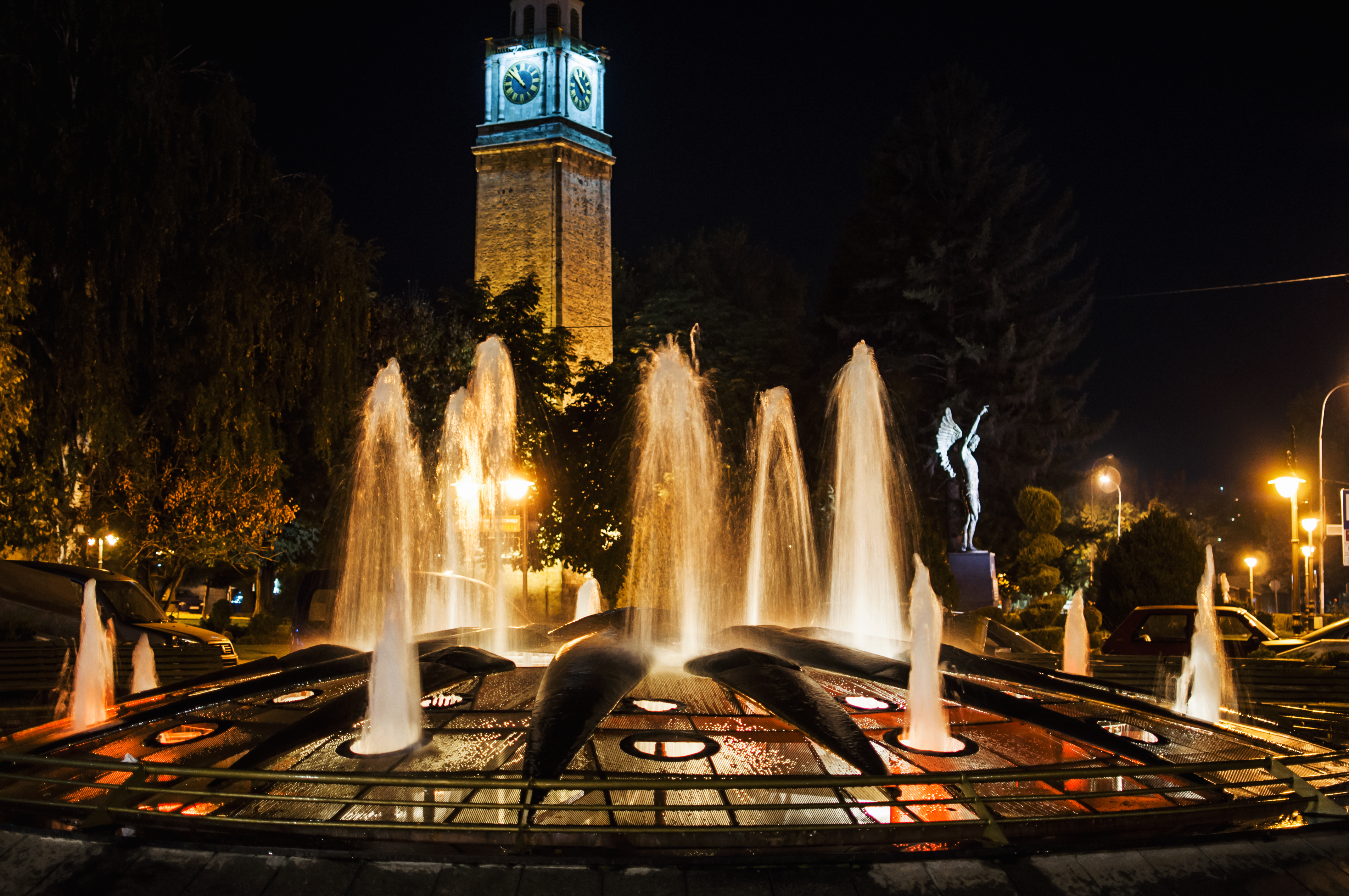
Der Uhrturm nachts.

## Quelle
- Goran Popcanovski: Saat Kula - Der Uhrturm. In: Bitola.de. Archiviert vom Original am 10. Februar 2013; abgerufen am 12. Februar 2012.